# Trakiszki
Trakiszki (dodatkowa nazwa w j. litewskim Trakiškės, niem. Hohenrode) – wieś w Polsce, w województwie podlaskim, w powiecie sejneńskim, w gminie Puńsk.
Wieś królewska ekonomii grodzieńskiej położona była w końcu XVIII wieku w powiecie grodzieńskim województwa trockiego Wielkiego Księstwa Litewskiego. 
Według Pierwszego Powszechnego Spisu Ludności z 1921 roku wieś Trakiszki liczyła 26 domów i 122 mieszkańców (65 kobiet i 57 mężczyzn). Wszyscy mieszkańcy miejscowości zadeklarowali wówczas wyznanie rzymskokatolickie. Jednocześnie większość mieszkańców wsi podała narodowość litewską (113 osób), reszta podała narodowość polską (9 osób).
W latach 1975–1998 miejscowość administracyjnie należała do województwa suwalskiego.
W 1903 w Trakiszkach urodził się Juozas Ambrazevičius.
We wsi znajduje się dworzec kolejowy w stylu rosyjskim, zdobiony stylizowanymi listwami nadokiennymi i gankami. Stacja kolejowa została wzniesiona na linii kolejowej zaniemeńskiej Orany – Szostaków – Suwałki zbudowanej w latach 1896–1898.

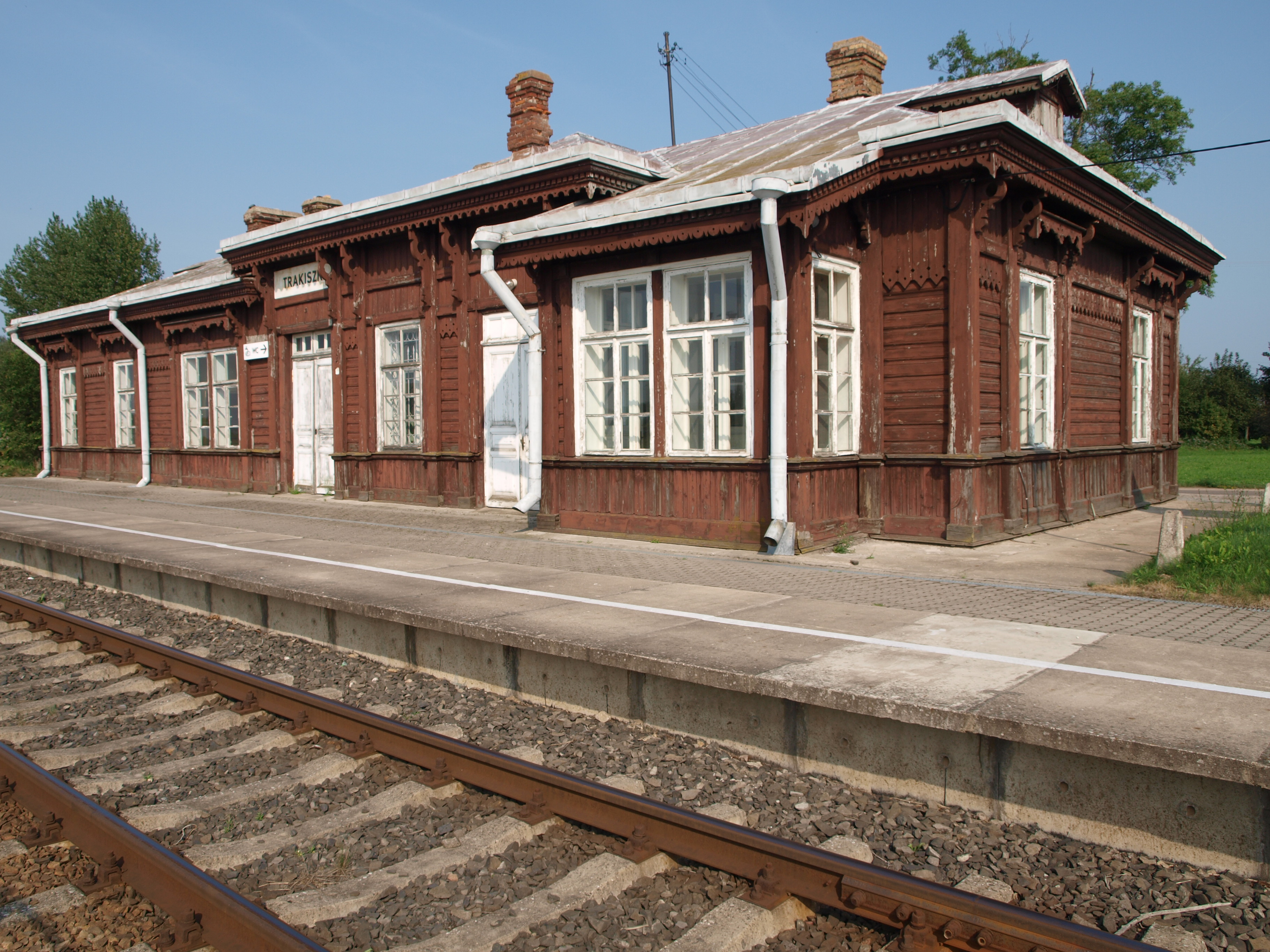
Budynek dworca od strony stacji

## Zabytki
Do rejestru zabytków Narodowego Instytutu Dziedzictwa wpisane są następujące obiekty:
- dworzec kolejowy drewniany, 1896 (nr rej.: 366 z 30.06.1975 oraz 182 z 30.07.1981)